# 長鰭蘆䲁
長鰭蘆䲁（學名：Ruanoho decemdigitatus），為輻鰭魚綱䲁形目三鰭䲁科蘆䲁屬的一個種，分布於西南太平洋紐西蘭海域，深度0至6公尺，本魚體延長，頭部和吻部扁平而尖，尾柄短而方形，繁殖季節，雄魚全身灰色至黑色，鰭為紅色，臀鰭邊緣為藍白色。雌魚呈灰綠色，背鰭基部有一條不明顯的暗色斑紋，背鰭3個，背鰭硬棘20-23枚、背鰭軟條14-16枚、臀鰭硬棘2枚、臀鰭軟條24-27枚，體長可達12公分，成魚棲息在沿海岩石區的岩縫或洞穴，以小型無脊椎動物為食，雌魚產附著性卵在藻類築的巢，雄魚會守護卵，幼魚為浮游性，生活習性不明。